# Mig dagen flyr
Mig dagen flyr är en psalm med text skriven av Per Adolf Sondén.

## Publicerad i
- 1819 års psalmbok som nr 359 under rubriken "Med avseende på särskilda personer, tider och omständigheter: Ungdom och ålderdom: För ålderstigna".[1]